# Tikhonravov (cratera)
A cratera Tikhonravov é uma grande cratera de impacto erodida no quadrângulo de Arabia em Marte.  Seu diâmetro é de 386 km e seu nome vem de  Mikhail Tikhonravov, um cientista russo.
Acredita-se que Tikonravov tenha abrigado um lago gigantesco que drenou por entre o sistema de vales Naktong-Scamander-Mamers, de 4500 km de extensão.  Um canal de inundação e um de escoamento foram identificados.

## Cratera pedestal
A cratera Tikhonravov é classificada como uma cratera pedestal. Uma cratera pedestal é uma cratera com seu ejecta depositado acima do terreno circundante formando uma plataforma elevada. Elas se formam quando uma cratera de impacto ejeta material formando uma camada resistente à erosão, protegendo de fato a área imediata da erosão. Como resultado dessa cobertura rígida, a cratera e seu ejecta se tornam elevados, enquanto a erosão remove o material mais leve além da ejecta.  
Alguns pedestais têm sido apuradamente medidos com alturas de metros acima da área circundante. Isso significa que centenas de metros de material foram erodidos. Crateras pedestais foram observadas pela primeira vez durante as missões Mariner.